# Сука Хуфанга
Сука Хуфанга (енгл. Suka Hufanga; 18. јун 1982) бивши је тонгански рагбиста. Од познатијих тимова, у каријери је наступао за бившег шампиона Европе Брив и за бившег шампиона Енглеске Њукасл. За репрезентацију Тонге дао је 5 есеја у 30 утакмица. Играо је на 3 утакмице у групној фази светског првенства 2003, одржаног у Аустралији. Играо је на 4 утакмице у групној утакмици светског првенства 2007, одржаног у Француској. Играо је и на 4 утакмице у групној фази светског првенства 2011, одржаног на Новом Зеланду.